# Sa Majesté Impériale
 (mars 2017).
Si vous disposez d'ouvrages ou d'articles de référence ou si vous connaissez des sites web de qualité traitant du thème abordé ici, merci de compléter l'article en donnant les références utiles à sa vérifiabilité et en les liant à la section « Notes et références ».
« Sa Majesté Impériale » (S.M.I.) est le prédicat honorifique utilisé par des empereurs et des impératrices. Il distingue le statut d'un empereur ou une impératrice de celui d'un roi ou une reine, simplement qualifié par le prédicat de Majesté.
L'empire du Japon, dernier empire en activité, préférant le prédicat de Majesté à son chef d'État et à sa consort, celui de Majesté Impériale n'est aujourd'hui plus utilisé.
Les monarques britanniques régnants de 1876 à 1948 portaient le prédicat de Imperial Majesty [Majesté Impériale] en tant qu'Empereurs d'Inde. Néanmoins, ce prédicat n'était jamais utilisé en tant que roi ou reine, mais uniquement en lien avec leurs fonctions impériales.
À titre d'exemple, les différents empereurs des Français portaient, en leur temps, le prédicat de Majesté impériale.